# Gran Premio de Europa de Motociclismo de 1992
El Gran Premio de Europa de Motociclismo de 1992 fue la sexta prueba de la temporada 1992 del Campeonato Mundial de Motociclismo. El Gran Premio se disputó el 31 de mayo de 1992 en el Circuito de Cataluña.

## Resultados 500cc
Primera victoria de la temporada para el Mundial para Wayne Rainey, que venció al australiano Michael Doohan, con lo que se coloca al frente de la clasificación de pilotos con cuatro victorias y dos segundos puestos. En el tercer escalón del podio, correspondió al estadounidense Doug Chandler.
| Pos.     | Piloto                | Equipo          | Tiempo        | Pts. |
| -------- | --------------------- | --------------- | ------------- | ---- |
| 1        | Wayne Rainey          | Yamaha          | 47.31.348     | 20   |
| 2        | Michael Doohan        | Honda           | 47.31.405     | 15   |
| 3        | Doug Chandler         | Suzuki          | 47.46.110     | 12   |
| 4        | Kevin Schwantz        | Suzuki          | 47.47.681     | 10   |
| 5        | John Kocinski         | Yamaha          | 47.59.495     | 8    |
| 6        | Eddie Lawson          | Cagiva          | 48.06.922     | 6    |
| 7        | Niall Mackenzie       | Yamaha          | 48.14.161     | 4    |
| 8        | Miguel Duhamel        | Yamaha          | 48.15.153     | 3    |
| 9        | Randy Mamola          | Yamaha          | 48.15.500     | 2    |
| 10       | Juan Garriga          | Yamaha          | 48.20.736     | 1    |
| 11       | Alex Barros           | Cagiva          | 48.42.567     |      |
| 12       | Peter Goddard         | ROC Yamaha      | 48.42.649     |      |
| 13       | Thierry Crine         | ROC Yamaha      | 48.59.944     |      |
| 14       | Toshiyuki Arakaki     | ROC Yamaha      | 48.59.993     |      |
| 15       | Juan López Mella      | ROC Yamaha      | 49.11.690     |      |
| 16       | Kevin Mitchell        | Harris Yamaha   | 49.13.165     |      |
| 17       | Dominique Sarron      | ROC Yamaha      | 48.30.713     |      |
| 18       | Michael Rudroff       | Harris Yamaha   | 1 Vuelta      |      |
| 19       | Eddie Laycock         | Yamaha          | 1 Vuelta      |      |
| 20       | Serge David           | ROC Yamaha      | 1 Vuelta      |      |
| 21       | Nicholas Schmassmann  | ROC Yamaha      | 1 Vuelta      |      |
| 22       | Marco Papa            | Librenti        | 1 Vuelta      |      |
| 23       | Lucio Pedercini       | Paton           | 2 Vueltas     |      |
| 24       | Josef Doppler         | ROC Yamaha      | 2 Vueltas     |      |
| Ret      | Cees Doorakkers       | Harris Yamaha   | Ret           |      |
| Ret      | Simon Buckmaster      | Harris Yamaha   | Ret           |      |
| Ret      | Claude Arciero        | ROC Yamaha      | Ret           |      |
| Ret      | Peter Graves          | Harris Yamaha   | Ret           |      |
| Ret      | Corrado Catalano      | ROC Yamaha      | Ret           |      |
| Ret      | Àlex Crivillé         | Honda           | Ret           |      |
| DNQ      | Andreas Leuthe        | VRP Racing Team | No Calificado |      |
| DNQ      | Larry Moreno Vacondio | Harris Yamaha   | No Calificado |      |
| Sources: |                       |                 |               |      |

## Resultados 250cc
Curiosamente, el orden de llegada de la carrera, con respecto a los primeros cuatro puestos fue el mismo que el del del Gran Premio anterior, con tres corredores italianos en los primeros tres lugares: Luca Cadalora, Loris Reggiani y Max Biaggi, seguidos por el alemán Helmut Bradl.
| Pos. | Piloto                    | Moto    | Tiempo    | Pts. |
| ---- | ------------------------- | ------- | --------- | ---- |
| 1    | Luca Cadalora             | Honda   | 45.03.411 | 20   |
| 2    | Loris Reggiani            | Aprilia | 45.03.651 | 15   |
| 3    | Max Biaggi                | Aprilia | 45.03.834 | 12   |
| 4    | Helmut Bradl              | Honda   | 45.04.314 | 10   |
| 5    | Jochen Schmid             | Yamaha  | 45.13.863 | 8    |
| 6    | Pierfrancesco Chili       | Aprilia | 45.21.506 | 6    |
| 7    | Doriano Romboni           | Honda   | 45.28.587 | 4    |
| 8    | Alberto Puig              | Aprilia | 45.35.639 | 3    |
| 9    | Jean-Philippe Ruggia      | Gilera  | 45.37.702 | 2    |
| 10   | Paolo Casoli              | Yamaha  | 45.52.551 | 1    |
| 11   | Andreas Preining          | Aprilia | 46.08.808 |      |
| 12   | Frédéric Protat           | Aprilia | 46.22.953 |      |
| 13   | Eskil Suter               | Aprilia | 46.26.640 |      |
| 14   | Bernard Haenggeli         | Aprilia | 46.27.449 |      |
| 15   | Luis d'Antín              | Honda   | 46.28.258 |      |
| 16   | Erkka Korpiaho            | Aprilia | 46.28.516 |      |
| 17   | Stefan Prein              | Honda   | 46.30.552 |      |
| 18   | Adi Stadler               | Honda   | 46.41.914 |      |
| 19   | Jean Pierre Jeandat       | Honda   | 46.42.900 |      |
| 20   | Michele Gallina           | Yamaha  | 46.43.155 |      |
| 21   | Yves Briguet              | Honda   | 1 Vuelta  |      |
| 22   | Javier Rodríguez          | Honda   | 1 Vuelta  |      |
| Ret  | Herri Torrontegui         | Suzuki  | Ret       |      |
| Ret  | Harald Eckl               | Aprilia | Ret       |      |
| Ret  | Adrian Bosshard           | Honda   | Ret       |      |
| Ret  | Carlos Lavado             | Gilera  | Ret       |      |
| Ret  | Carlos Cardús             | Honda   | Ret       |      |
| Ret  | Patrick van den Goorbergh | Aprilia | Ret       |      |
| Ret  | Jurgen van den Goorbergh  | Aprilia | Ret       |      |
| Ret  | Katsuyoshi Kozono         | Honda   | Ret       |      |
| Ret  | Bernd Kassner             | Aprilia | Ret       |      |
| Ret  | Loris Capirossi           | Honda   | Ret       |      |
| Ret  | Masahiro Shimizu          | Honda   | Ret       |      |
| Ret  | Bernard Cazade            | Honda   | Ret       |      |
| Ret  | Wilco Zeelenberg          | Suzuki  | Ret       |      |

## Resultados 125cc
Segunda victoria consecutiva para el italiano Ezio Gianola que venció a sus dos compatriotas, Gabriele Debbia y Fausto Gresini.
| Pos. | Piloto               | Moto      | Tiempo    | Pts. |
| ---- | -------------------- | --------- | --------- | ---- |
| 1    | Ezio Gianola         | Honda     | 43.35.994 | 20   |
| 2    | Gabriele Debbia      | Honda     | 43.36.068 | 15   |
| 3    | Fausto Gresini       | Honda     | 43.42.622 | 12   |
| 4    | Alessandro Gramigni  | Aprilia   | 43.42.950 | 10   |
| 5    | Dirk Raudies         | Honda     | 43.43.174 | 8    |
| 6    | Carlos Giró          | Aprilia   | 43.43.620 | 6    |
| 7    | Bruno Casanova       | Aprilia   | 43.47.232 | 4    |
| 8    | Noboru Ueda          | Honda     | 44.02.125 | 3    |
| 9    | Nobuyuki Wakai       | Honda     | 44.04.495 | 2    |
| 10   | Jorge Martínez Aspar | Honda     | 44.04.723 | 1    |
| 11   | Hans Spaan           | Aprilia   | 44.10.735 |      |
| 12   | Ralf Waldmann        | Honda     | 44.21.368 |      |
| 13   | Maik Stief           | Aprilia   | 44.34.461 |      |
| 14   | Juan Bautista Borja  | Honda     | 44.37.349 |      |
| 15   | Manuel Hernández     | Aprilia   | 44.37.472 |      |
| 16   | Alain Bronec         | Honda     | 44.41.602 |      |
| 17   | Julián Miralles      | Honda     | 44.45.130 |      |
| 18   | Hisashi Unemoto      | Honda     | 44.45.136 |      |
| 19   | Oliver Petrucciani   | Honda     | 44.56.699 |      |
| 20   | Giovanni Palmieri    | Gazzaniga | 45.21.624 |      |
| 21   | Giuseppe Fiorillo    | Yamaha    | 1 Vuelta  |      |
| Ret  | Peter Öttl           | Rotax     | Ret       |      |
| Ret  | Loek Bodelier        | Honda     | Ret       |      |
| Ret  | Oliver Koch          | Honda     | Ret       |      |
| Ret  | Luis Álvaro          | JJ Cobas  | Ret       |      |
| Ret  | Kin'ya Wada          | Honda     | Ret       |      |
| Ret  | Robin Appleyard      | Honda     | Ret       |      |
| Ret  | Hubert Abold         | Honda     | Ret       |      |
| Ret  | Steve Patrickson     | Honda     | Ret       |      |
| Ret  | Heinz Lüthi          | Honda     | Ret       |      |
| Ret  | Arie Molenaar        | Aprilia   | Ret       |      |
| Ret  | Takao Shimizu        | Honda     | Ret       |      |
| Ret  | Alfred Waibel        | Honda     | Ret       |      |